# Santa Maria dei Sette Dolori
Santa Maria dei Sette Dolori är en kyrkobyggnad i Rom, helgad åt Jungfru Marie sju smärtor. Kyrkan är belägen vid Via Garibaldi i Rione Trastevere och tillhör församlingen Santa Dorotea. Santa Maria dei Sette Dolori ritades av Francesco Borromini på 1640-talet.

## Kyrkans historia
År 1641 förvärvade adelsdamen donna Camilla Virginia Savelli Farnese (1602–1668) en markegendom i Trastevere. Savelli Farnese, som var gift med Pier Francesco Farnese (1595–1662) och var hertiginna av Latera, ämnade grunda ett kloster för augustineroblater. Dessa skulle leva i strikt klausur. Vid denna tid krävdes det, att den kvinna som skulle avlägga högtidliga löften som nunna skulle vara jungfru. Oblater avlade dock inte några löften och kunde därför utgöras av såväl änkor som jungfrur. Francesco Borromini fick i uppdrag att rita nunneklostrets kyrka och han tog sig an uppgiften året därpå, 1642. Borromini hade dock förutskickat, att han var upptagen med andra projekt – enligt Anthony Blunt förmodligen Oratorio dei Filippini och Sant'Ivo alla Sapienza – och inte hade tid att utföra all mätning själv. Borromini antog därför Antonio del Grande som assistent.
Savelli Farnese förlorade 1655 sitt fädernearv och medlen för kyrkobygget tog slut. Detta ledde till att kyrkan aldrig kom att fullbordas enligt Borrominis intentioner. Francesco Contini såg till att interiören färdigställdes 1665.
Franska trupper ockuperade Rom 1798 och klosterfastigheten exproprierades, vilket innebar att nunnorna förlorade sina hyresintäkter och tvingades avyttra de flesta konstverken. År 1845 utfördes en genomgripande restaurering av Gaspare Salvi. I samband med denna bemålades interiören och därmed utplånades den för Borromini karakteristiska vita monokromin. Anthony Blunt betecknar detta tilltag som katastrofalt. Under den romerska republiken 1849 nyttjades klosterlokalerna som militärsjukhus. I samband med erövringen av Rom 1870 skadades byggnadskomplexet svårt i samband med Nino Bixios beskjutning. Nunneklostret undgick den italienska statens exproprieringsprogram under 1870-talet, då detta endast gällde kommuniteter med högtidliga löften. Åren 1928–1929 företogs ånyo en restaurering. Under Antonio Muñoz ledning lades nytt golv och takvalvet och altarmålningarna renoverades.
I slutet av 1900-talet erfor nunneklostret en nedgång i antalet kallelser och hyrde ut lejonparten av sina lokaler till ett hotell, Hotel Donna Camilla Savelli. År 2007 genomfördes en ny restaurering av kyrkan, då byggnaden hade försummats. Nunnorna har lämnat fastigheten, och denna förvaltas nu av Det heliga Jesusbarnets Oblatsystrar som residerar vid kyrkan Bambin Gesù all'Esquilino vid Via Urbana.

## Kyrkans exteriör
Kyrkans fasad föregås av en gårdsplan och en ingångsportal. Den senare kröns av ett förkroppat segmentbågepediment. Fasaden är inte fullbordad och har därför en rå tegelmur. Det var Borrominis intention att pryda den med stuck och marmordekorationer. Porten i den konkava fasaddelen leder in i kyrkans vestibul. Kyrkointeriörens längdaxel löper parallellt med fasaden. Detta är även fallet med Oratorio dei Filippini och Cappella dei Re Magi.
Sex kolossala pilastrar på hög sockel reser sig till taket. Kyrkofasadens enda detalj i sten är portens omramning, som har ett stort trapetsoidformat fönster. Över dess övre kant sitter ett Mariahuvud. På sidorna har omramningen kannelerade lisener med den farnesiska liljan. Lisenerna kröns av utsirade volutkonsoler.

## Kyrkans interiör
Vestibulen har en oktogonal plan. Under 1630-talet genomförde Francesco Contini en topografisk kartläggning av den antika Hadrianus villa och med detta arbete var Borromini väl förtrogen. I utformningen av denna vestibul hade Borromini funnit inspiration i ett rum (diaeta) vid Piazza d'Oro i nämnda villa. Själva kyrkorummet kan ha inspirerats av den centrala salen i de så kallade små termerna, där frigidariet var beläget i villan. I vestibulens tak finns en fresktondo med två änglar med krans och textband.
Kyrkorummet är enskeppigt och avlångt med rundade hörn. Även denna detalj förekommer i Oratorio dei Filippini och Cappella dei Re Magi. Över interiören välver sig ett tunnvalv. Förutom högaltaret har kyrkan två sidoaltaren, ett på var sida. Vertikalt avdelas rummet av trefjärdedelskolonner med kompositakapitäl. Borromini låter entablementet runda högaltarkapellet och sidokapellen så att detta bildar en serliana. Detta motiv förekommer i Canopus i Hadrianus villa, i Hadrianustemplet i Efesos och i tricliniet i Diocletianus palats i Split. De två kolonnerna, som flankerar ingångsporten, fortsätter uppåt genom volutliknande element, vilka ansluter till kyrkorummets entablement.

### Högaltaret
Under högaltaret bevaras relikerna efter den helige Cesarius av Terracina, en diakon som led martyrdöden. Altarmålningen framställer Kristi gravläggning, utförd av Alessandro Turchi, efter ett original av Il Pordenone. Högaltarbordet är rikt dekorerat med inkrusteringar i pärlemor och lapis lazuli. Tabernaklet i form av ett litet rundtempel i förgylld metall tillskrivs Clemente Orlandi.

### Höger sidokapell
Altarmålningen är Bebådelsen, en kopia efter en målning av Fra Angelico. Till vänster om kapellet finns målningen Den helige Josefs död.

### Vänster sidokapell
Altarmålningen skildrar en händelse ur den helige Augustinus liv, då han mötte en pojke på en strand som undervisade honom om den heliga Treenigheten. Enligt uppgift är upphovsmannen Carlo Maratta. På själva altarbordet står en liten målning kallad Madonna del Patrocinio, en kopia av en målning som tidigare fanns i klostret. Målningen framställer Jungfru Maria och Jesusbarnet flankerade av de heliga Hieronymus och Sebastian. Till vänster om kapellet befinner sig Camilla Virginia Savellis och Pier Francesco Farneses sarkofag. Inskriptionen på plattan i golvet lyder:
CAMILLAE • VIRGINIAE • SABELLAE
FUNDATRICIS MONASTERII S. MARIAE VII DOLORUM
ET • PETRI • FARNESII

Kryptan under kyrkan utgjorde en gång klostrets begravningsplats. I det forna klostrets lokaler bevaras även målningarna Jesu födelse och Den helige Camillo de Lellis död samt Marco Benefials Madonnan och änglarna med passionsredskapen. I en lynett vid ingången till klostret ses Korsfästelsen, utförd av en romersk 1600-talskonstnär. I en annan lynett finns en målning som framställer den helige Augustinus. Vid ingången till refektoriet står en fontän med en liten ängel, Fontana dell'Angioletto.

## Bilder

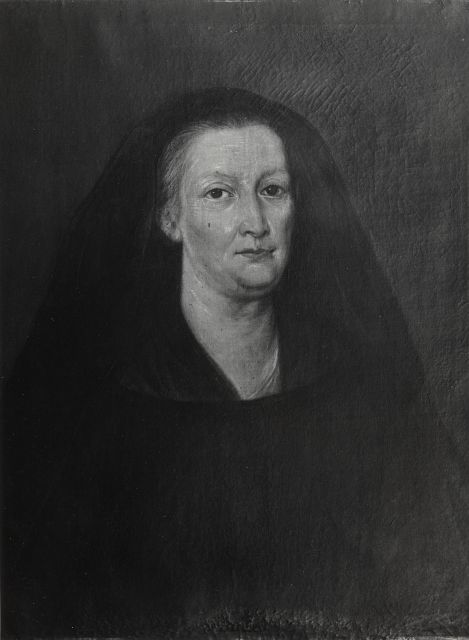
Porträtt föreställande Camilla Virginia Savelli Farnese.
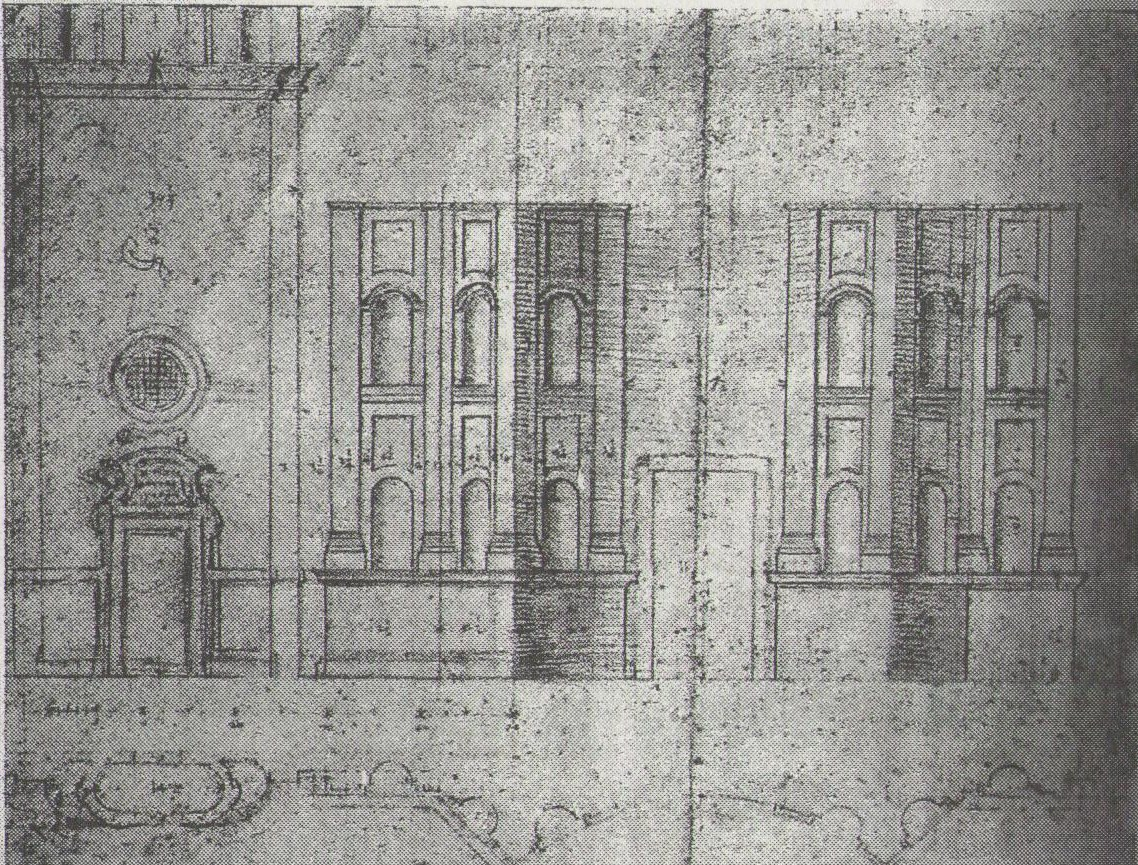
Francesco Borrominis ritning för kyrkans fasad.
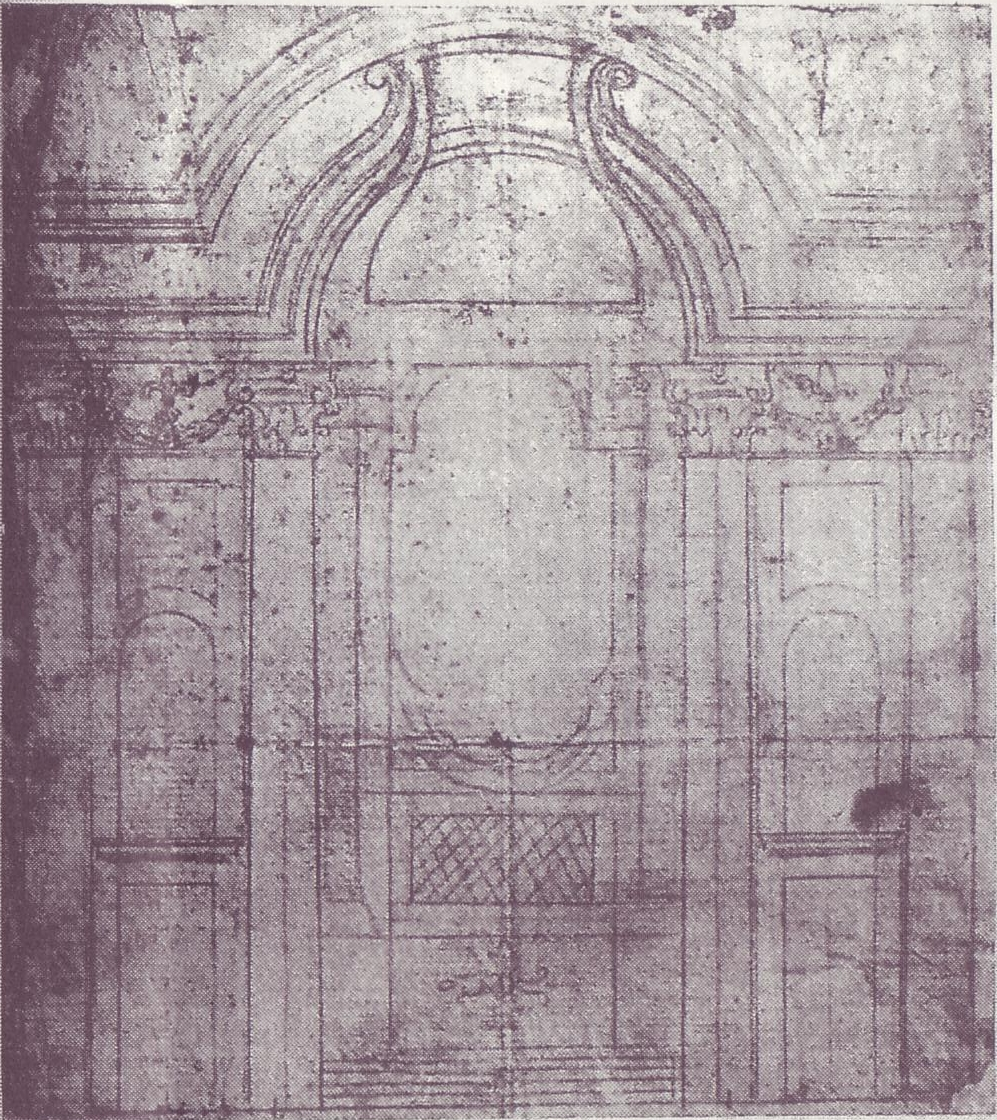
Borrominis ritning för kyrkans ingångs- och korvägg.
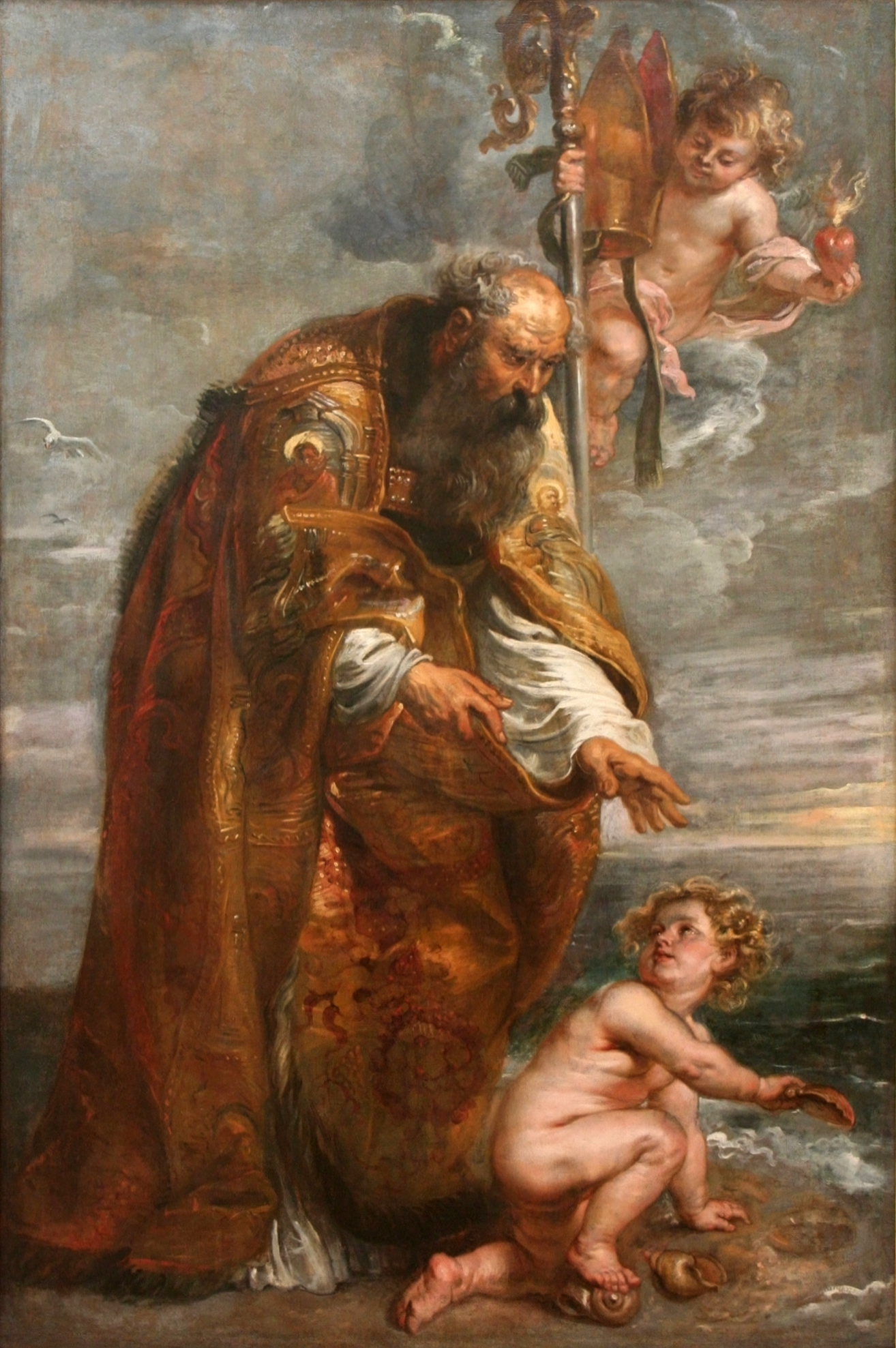
Den helige Augustinus och pojken på stranden, av Peter Paul Rubens (Sankt Thomas kyrka i Prag).
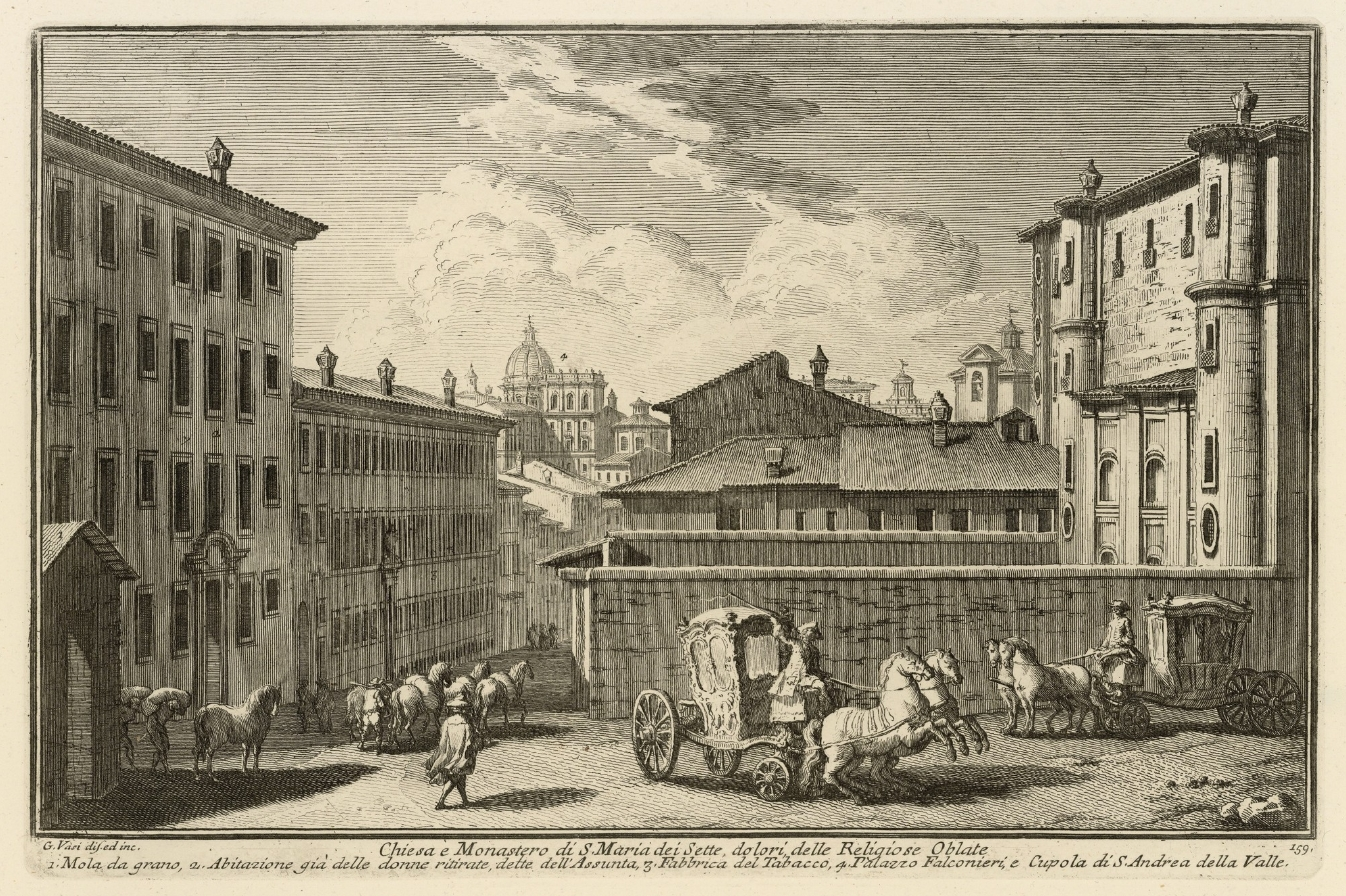
Santa Maria dei Sette Dolori (till höger), gravyr av Giuseppe Vasi.
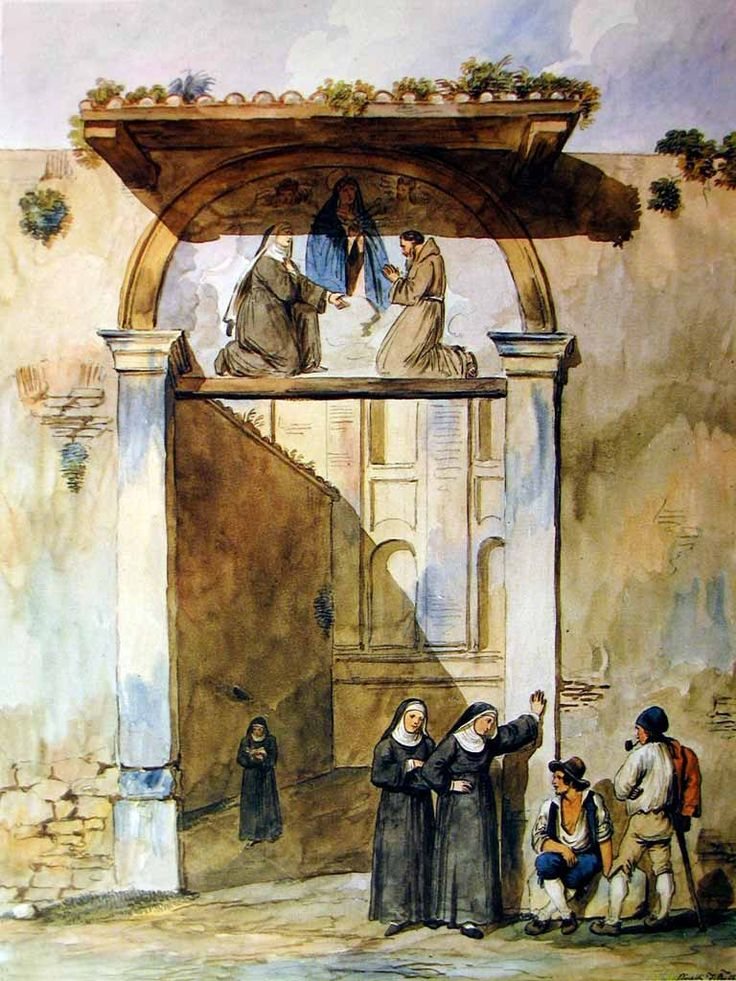
Santa Maria dei Sette Dolori, akvarell av Achille Pinelli.